# Electric Boogie (musikalbum)
Electric Boogie är namnet på ett minialbum av det tyska dancehallbandet Seeed som släpptes 3 november 2003.

## Låtlista
1. What You Deserve is What You Get - Single Edit
2. Shake Baby Shake - Seeed Remix
3. Krazy Party - Seeed's Electric Boogie Riddim
4. What You Deserve is What You Get - Moabit Remix
5. Massive